# KPW Zdołbunów
KPW Zdołbunów (pełna nazwa: Klub Przysposobienia Wojskowego Zdołbunów) – polski klub piłkarski z siedzibą w Zdołbunowie na Wołyniu.

## Historia
W sezonie 1935 KPW Zdołbunów zwyciężył w rozgrywkach wołyńskiej Klasy B i awansował do Klasy A (ówczesny drugi poziom ligowy). W 1936 zajął ostatnie, piąte miejsce w grupie rówieńskiej Klasy A i spadł z ligi. Ponownie zespół wywalczył awans na zaplecze Ekstraklasy w sezonie 1938/1939. KPW był jedynym klubem ze Zdołbunowa, występującym na drugim poziomie polskich rozgrywek ligowych.